# Katharina Stenbock

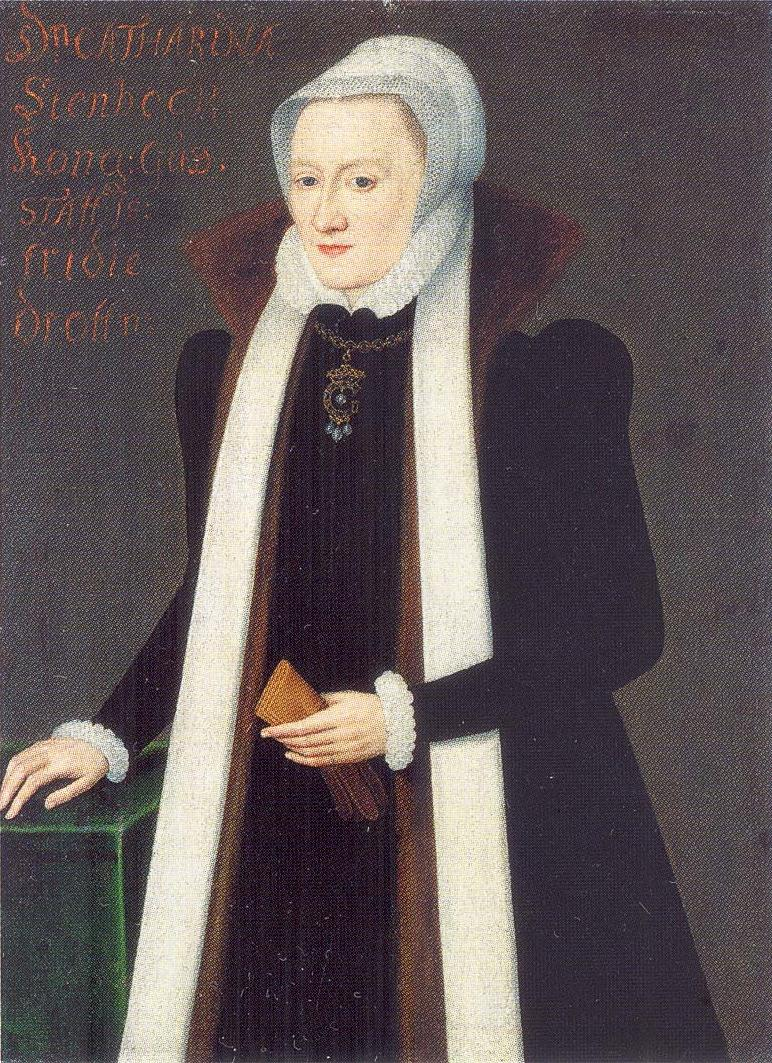
Katharina Stenbock

Katharina Stenbock (* 22. Juli 1535 auf Torpa, Västergötland; † 13. Dezember 1621 auf Schloss Strömsholm, Västmanland) war von 1552 bis 1560 schwedische Königin.

## Familie
Katharina Stenbock wurde als Tochter des Reichsrats Gustav Olofsson Stenbock (1504–1571) und seiner Frau Brita Eriksdotter  Leijonhufvud (1514–1572) in Torpa südlich des heutigen Ulricehamn geboren. Der Vater war von 1540 bis 1560 königlicher Statthalter von Västergötland.

## Königin
Nach dem Tod seiner zweiten Frau Margareta Eriksdotter Leijonhufvud heiratete der 56-jährige schwedische König Gustav I. Wasa (1496–1560) die damals siebzehnjährige Katharina Stenbock. Die Trauung fand am 22. August 1552 in der Klosterkirche von Schloss Vadstena statt. Besonders Erzbischof Laurentius Petri hatte sich zuvor aus theologischen Gründen einer Heirat widersetzt, da Katharinas Mutter die Schwester der verstorbenen Königin war. König Gustav I. Wasa konnte sich aber schließlich durchsetzen. Die Ehe wird trotz des großen Altersunterschieds als sehr glücklich beschrieben.

## Witwe
Katharina Stenbock überlebte ihren Gatten um 61 Jahre. Sie verbrachte nach dem Tod Gustav I. Wasa ihr Leben meist auf Schloss Strömsholm. Vor allem als Vermittlerin zwischen ihren zerstrittenen Stiefsöhnen, die sie alle überlebte, spielte sie eine stabilisierende Rolle in der schwedischen Geschichte. Sie starb im Alter von 86 Jahren. Katharina Stenbock liegt heute im Dom zu Uppsala begraben.